# Leucauge signiventris
Leucauge signiventris är en spindelart som beskrevs av Embrik Strand 1913. Leucauge signiventris ingår i släktet Leucauge och familjen käkspindlar. Inga underarter finns listade i Catalogue of Life.